# Fytogeografické členění Česka
Z hlediska fytogeografického členění, tedy z hlediska botanického, se Česko člení do tří fytogeografických oblastí, které se dále dělí do šesti podoblastí a 99 okresů. Zmíněnými třemi oblastmi jsou termofytikum, mezofytikum a oreofytikum. Převážnou část území zabírá mezofytikum, zatímco termofytikum se rozkládá v pásu mezi severními, středními a východními Čechami a v další oblasti na jižní Moravě. Oreofytikum je naproti tomu zastoupeno nejméně, a to převážně v horských příhraničních oblastech a ostrůvkovitě i ve vnitrozemí.

## Členění
- Termofytikum je charakteristické výskytem převážně teplomilných druhů rostlin. Zahrnuje planární (nížinný) a kolinní (pahorkatinný) výškový vegetační stupeň. Dělí se do dvou podoblastí:
  - České termofytikum – souvislý pás od Poohří až po východní Polabí. Tvoří jej patnáct okresů.
  - Panonské termofytikum – oblast jižní Moravy a Moravských úvalů. Tvoří jej šest okresů.
- Mezofytikum představuje přechod mezi teplomilnou a chladnomilnou květenou. Mezi výškové stupně v této oblasti patří stupeň suprakolinní (kopcovinný) a submontánní (podhorský, vrchovinný).  Dělí se do dvou podoblastí, které na sebe navazují:
  - Českomoravské mezofytikum – tvoří jej 63 okresů.
  - Karpatské mezofytikum – tvoří jej devět okresů.
- Oreofytikum představují horské oblasti s výskytem převážně chladomilných druhů rostlin. Z výškových stupňů zahrnuje montánní (hornatinný), supramontánní (středohorský, oreální, smrkový) a subalpínský (klečový). Dělí se do dvou podoblastí:
  - České oreofytikum – izolované nejvýše položené oblasti Českého masivu, jak v příhraničních oblastech, tak ve vnitrozemí. Tvoří jej čtrnáct okresů.
  - Karpatské oreofytikum – oblast Moravskoslezských Beskyd. Tvoří jej jeden okres.